# Eberhard Riedel (Biochemiker)

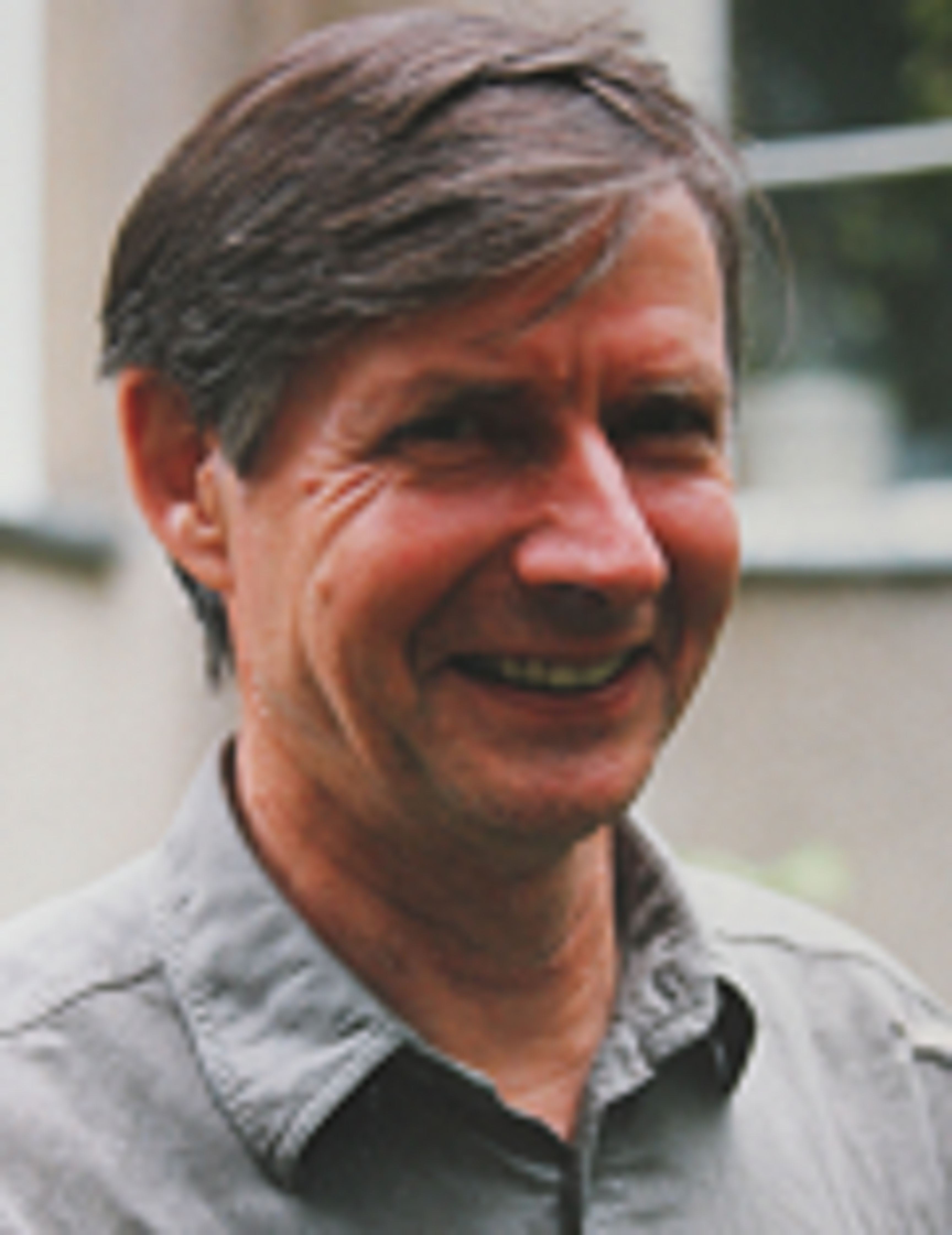
Eberhard Riedel 1998 in Berlin

Franz Paul Eberhard Riedel (* 20. August 1932 in Berlin) ist ein deutscher Biochemiker, der von 1972 bis 1998 an der Freien Universität Berlin lehrte.

## Leben und Wirken
Riedel wurde als Sohn des Filmproduzenten und Dramaturgen Richard Riedel und Annemarie geb. Rohrlach in Berlin-Lichterfelde geboren. Er ist seit 1963 mit Julia Riedel geb. Avgerinos verheiratet.
Im Anschluss an sein Abitur 1953 absolvierte er ein Studium der Chemie an der Freien Universität Berlin, welches er 1960 als Diplomchemiker abschloss. 1961 nahm er eine Assistenzstelle am Institut für Biochemie der Freien Universität Berlin an. Es folgte 1968 die Promotion bei Randolph Riemschneider zum Dr. rer. nat. mit der Dissertation Beitrag zur Eignungsprüfung von organischen Hochpolymeren.
Nach einer von 1968 bis 1972 andauernden Tätigkeit als wissenschaftlicher Mitarbeiter und Leiter am Biochemischen Labor der Gesellschaft für Epilepsieforschung e. V. in Bielefeld-Bethel habilitierte er 1972 am Zentralinstitut für Biochemie und Biophysik an der Freien Universität Berlin. 1972 nahm er einen Ruf als Professor der Biochemie an der Freien Universität Berlin an.
Er arbeitete von 1970 bis 1973 am biochemischen Teil der Denkschrift Epilepsie der Deutschen Forschungsgemeinschaft (DFG) mit. Von 1976 bis 1986 war er Vorsitzender des Prüfungsausschusses Biochemie, ab 1990 setzte er die Tätigkeit als Mitglied fort. Ab 1992 übte er den stellvertretenden Vorsitz der Kommission des Akademischen Senats für Lehre und Studium aus. Seine Versetzung in den Ruhestand erfolgte im März 1998. Noch bis zum Sommer 2000 erhielt er die Möglichkeit, weiterhin im Institut wissenschaftlich tätig zu sein.

## Forschung
Die Hauptthemen seiner Forschungstätigkeit waren:
- Die Analyse der biochemischen und chemischen Voraussetzungen eines möglichst spezifischen und effizienten Transports von Arzneimitteln, die regelmäßig erhebliche Nebenwirkungen haben, in die Zielzellen zum Zwecke einer wirkungsvollen Therapie; z. B. bei HIV-Infektionen oder Leishmanien-Infektionen.
- Die Bekämpfung tiefgreifender Störungen der Stoffwechselregulation im postoperativen Bereich von Leber- und Nierentransplantationen oder bei Niereninsuffizienz.
- Die Entwicklung von Methoden der manuellen und vollautomatischen Fluoresenz-Photometrie, die in weiteren Bereichen der chemischen Analytik das Arbeiten mit Radioisotopen verdrängt hat. Dies insbesondere in der Pharmazie sowie der klinischen und biochemischen Forschung.

Gemeinsam mit H. v. Baeyer, M. Nündel, H.-W. Schultis erarbeitete er zum Thema 3'-Azido-Thymidinyl-carbonyl-LDL, Verfahren zu dessen Herstellung und dessen Verwendung für die Behandlung der Humanimmundefizienzvirus (HIV)-Infektion die Patentschrift DE 42 31 596 C2 1994.

## Weitere Aktivitäten
Für das Weingut Klostermühle Odernheim konzipierte er einen Wein-Aperitif, bestehend aus Rieslingweinen der Lage Odernheimer Kloster Disibodenberg, sowie Blüten von Rosen und anderen Rosaceagewächsen.

## Veröffentlichungen (Auswahl)
- Hannelore Hampl, Eberhard Riedel (Hrsg.): Cardio Renal Anemia Syndrome. Dustri-Verlag Dr. Karl Feistle, München / Orlando 2009, ISBN 3-87185-379-8
- mit K. Schmalbach, E. Wamsiedler: New aspects for investigations in experimental chronic epilepsy. Electroencephalography and Clinical Neurophysiology 1971, Mar;30(3):267. PMID 4103218.
- mit L. W. Diehl, B. Müller-Oerlinghausen: The importance of individual pharmacokinetic data for treatment of epilepsy with carbamazepine. International Journal Clinical Pharmacology and Biopharmacy 1976, Sep;14(2), S. 144–148. PMID 1002351.
- mit R. Roetz, M. Nündel: Preparation of Di3H(9,10)-hydroergot Alkaloids. In: Arzneimittelforschung, 1978, Aug;28(8), S. 1319–1320 German. PMID 111681.
- mit J. Schley, B. Müller-Oerlinghausen: Metabolism and excretion of the neuroleptic drug perazine in healthy volunteers. In: International Pharmakopsychiatry, 1981, 16(4), S. 201–211. German. PMID 6121765.
- mit H. Hampel, G. Wendel, P. Scigalla: Red blood cell density distribution in uremic patients on acetate and bicarbonate hemodialysis. In: Blood Purification, 1990, 8(5), S. 260–267. PMID 1965410.
- mit W.-D. Beinert, A. Meisner, M. Fuchs, M. Lüpke, H. Brückner: OPA oder FMOC? Aminosäureanalyse mit dem Roboter-Autosampler AS 4000. In: GIT – Fachzeitschrift für das Laboratorium, 1992, 36, S. 1018–1027.
- mit H. von Baeyer, H. Neitzel, M. Nündel, H.-K. Schultis: Covalent coupling of nucleosides to low density lipoprotein (LDL) generates macrophage specific (drug) carriers. In: International Journal of Clinical Pharmacology, Therapy and Toxicology, 1993, 31/8, S. 382–386, PMID 8225683.
- mit M. Paulitschke, K. Ludat, H. Hampl: Long-term effects of rhEPO therapy on erythrocyte rheology in dialysis patients with different target hematocrits? In: Clinical Nephrology, 2000, Feb; 53(1 Suppl), S. 36–41. PMID 10746804.
- mit H. von Baeyer, W. Hopfenmüller, K. Affeld: Atheroclerosis: current concepts of pathophysiology and pharmacological intervention based on trial outcomes. In: Clinical Nephrology, 2003, Jul; 60 Suppl 1, S. 31–48. PMID 12940532.